# Rodero
Rodero là một đô thị ở tỉnh Como trong vùng Lombardia, có cự ly khoảng 45 km về phía tây bắc của Milano và khoảng 13 km về phía tây của Como, ở biên giới với Thụy Sĩ. Tại thời điểm ngày 31 tháng 12 năm 2004, đô thị này có dân số 1.109 người và diện tích là 2,5 km².
Rodero giáp các đô thị: Bizzarone, Cagno, Cantello, Stabio (Thụy Sĩ), Valmorea.